# 威格莫尔音乐厅

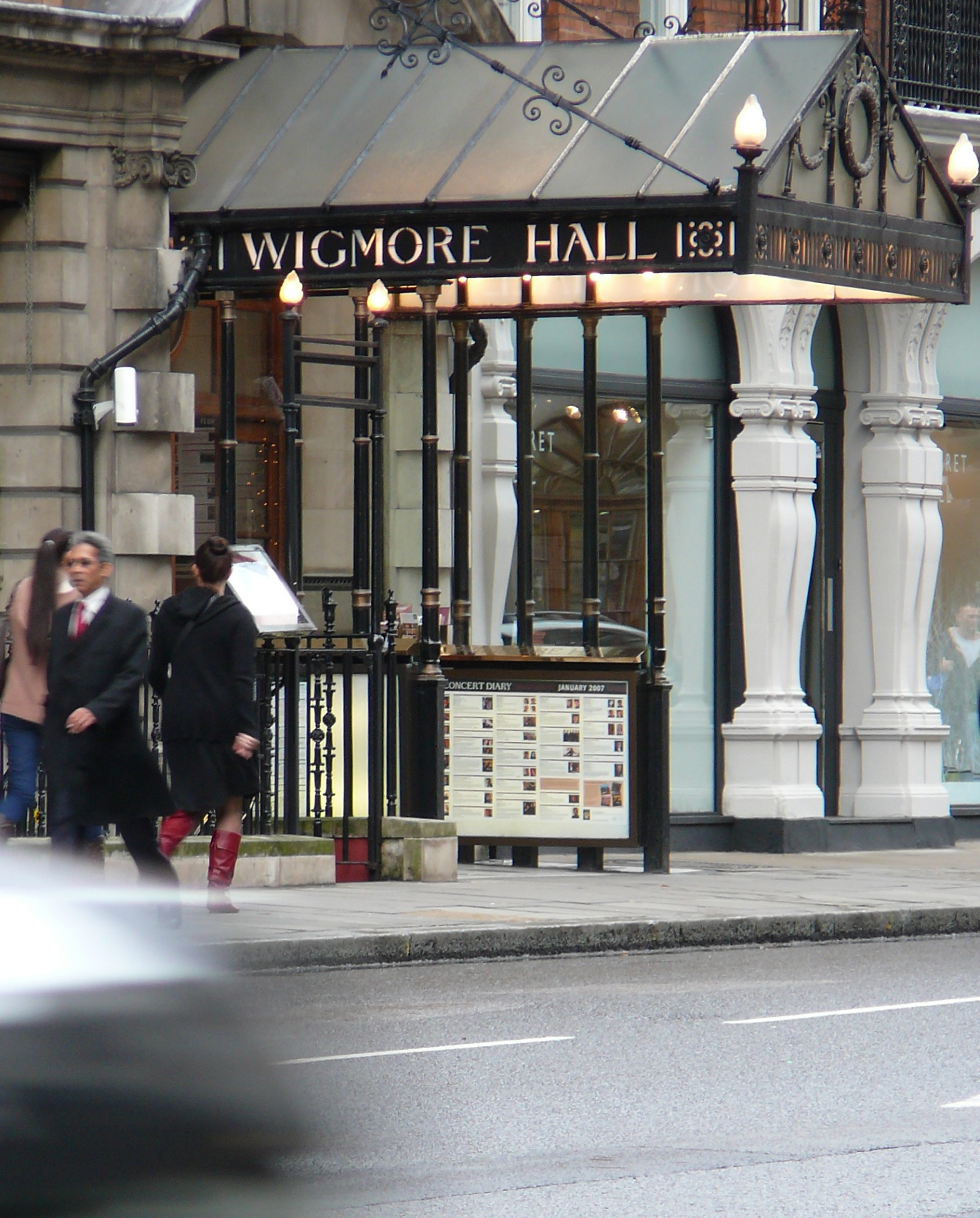

威格莫尔音乐厅（Wigmore Hall）是英国伦敦的一个音乐厅，位于西敏市的威格莫尔街36号。原名“贝希斯坦音乐厅”（Bechstein Hall），专门用于室内乐、早期音乐、声乐和歌曲独奏会的演出。它被广泛认为是世界领先的这类音乐中心之一，也是许多世界顶级古典音乐明星的必由之港。音乐厅的音响效果近乎完美，很快在整个欧洲知名，推出了 20 世纪许多伟大的艺术家。包括伊丽莎白·施瓦茨科普夫、维多利亚·德·洛斯·安赫萊斯、谢尔盖·谢尔盖耶維奇·普罗科菲耶夫、保罗·欣德米特、安德烈斯·塞戈维亚、本杰明·布里顿和弗朗西斯·普朗克。
今天，音乐厅每年举办550场音乐会，每周在英國廣播公司第三電台上播放一场音乐会。
威格莫尔音乐厅还在伦敦和伦敦以外推广教育计划，每年举办约600场学习活动，近30,000人次参观该计划。并拥有庞大的数字广播部门，进行许多音乐会直播。

## 历史
威格莫尔音乐厅原名“贝希斯坦音乐厅”（Bechstein Hall），建于1899年至1901年之间，由德国钢琴制造商贝希斯坦钢琴公司建造，其展厅就在隔壁。英国著名建筑师托马斯·爱德华·科尔卡特受命设计这个空间。科尔库特还负责设计了河岸街的萨伏伊酒店和剑桥圆环的皇宫剧院（原为英国皇家歌剧院）。贝希斯坦音乐厅于1901年5月31日开幕，演奏家和作曲家费卢西奥·布索尼和小提琴家欧仁·伊萨伊参加了音乐会。在早期，音乐厅吸引了阿圖爾·施納貝爾、帕布罗·德·萨拉萨蒂、珀西·格兰杰, 阿图尔·鲁宾斯坦、亞歷山大·席洛悌、卡米爾·聖桑、马克斯·雷格等大音乐家。
贝希斯坦公司在圣彼得堡和巴黎也建造了类似的音乐厅，这些音乐厅和整个业务在第一次世界大战期间遭受了损失。1916年6月5日，在《1916 年敌人修正法》通过后，贝希斯坦被迫停止在英国的业务，所有财产，包括音乐厅和展厅，都被没收并立即关闭。 1916年，音乐厅在拍卖会上以56，500英镑的价格出售给德本汉姆，大大低于仅建筑成本100,000英镑。之后，它改名为威格莫尔音乐厅，在1917年以新名称开放。

## 设计
该建筑为文艺复兴风格，使用雪花石膏和大理石墙壁。 独特的壁画是由杰拉德·莫伊拉设计（后来爱丁堡艺术学院校长）。
威格莫尔音乐厅被认为是声学效果最好的欧洲古典音乐场地之一。目前有545个座位。